# Futbolniy Klub Mashuk
FC Mashuk-KMV Pyatigorsk - em Russo, ФК "Машук-КМВ Пятигорск - é um clube de futebol da cidade de Pyatigorsk, no Krai de Stavropol, região localizada no sul da Rússia.
Foi fundado na década de 1920, apenas como Dínamo. Manda suas partidas no Central Stadium, em Pyatigorsk, com capacidade para 10.365 torcedores. Suas cores são roxo-escuro e branco.